# Sergej Černeckij
Sergej Vital'evič Černeckij (in russo Сергей Витальевич Чернецкий?, trasl. angl. Sergey Chernetskiy; Sertolovo, 9 aprile 1990) è un ex ciclista su strada e pistard russo. Scalatore, professionista su strada dal 2013 al 2022, vinse una tappa al Giro di Catalogna 2015.

## Palmarès

### Strada
- 2010 (Lokomotiv, una vittoria)

Classifica generale Vuelta a Palencia
- 2011 (Lokomotiv, una vittoria)

3ª tappa Vuelta a Zamora
- 2012 (Itera-Katusha, due vittorie)

2ª tappa Ronde de l'Isard d'Ariège (Mazeres > Mirepoix)
6ª tappa Giro della Valle d'Aosta (Châtel > Col de Bassachaux, cronosquadre)
- 2013 (Team Katusha, due vittorie)

1ª tappa Tour des Fjords (Valler > Stavanger)
Classifica generale Tour des Fjords
- 2015 (Team Katusha, una vittoria)

6ª tappa Volta Ciclista a Catalunya (Cervera > Port Aventura)
- 2016 (Team Katusha, una vittoria)

Campionati russi, Prova a cronometro
- 2018 (Astana Pro Team, una vittoria)

Classifica generale Arctic Race of Norway

#### Altri successi
- 2012 (Itera - Katusha)

Classifica giovani Rhône-Alpes Isère Tour
- 2013 (Katusha)

Classifica giovani Giro d'Austria
1ª tappa, 2ª semitappa Settimana Internazionale di Coppi e Bartali (Sant'Angelo (Italia) > Gatteo a mare, cronosquadre)
3ª tappa Tour des Fjords (Risavika > Stavanger, cronosquadre)
Classifica giovani Tour des Fjords
Classifica a punti Tour des Fjords

### Pista
- 2010 (Lokomotiv)

Campionati europei, Inseguimento a squadre Under-23 (con Artur Eršov, Valery Kaykov e Sergey Shilov)
- 2011 (Lokomotiv)

Campionati europei, Inseguimento a squadre Under-23 (con Artur Eršov, Maxim Kozyrev e Kirill Sveshnikov)

## Piazzamenti

### Grandi Giri
- Giro d'Italia

2015: 114º
- Vuelta a España

2014: 113º
2017: 94º
2019: 111º

### Classiche monumento
- Liegi-Bastogne-Liegi

2021: 90º
- Giro di Lombardia

2013: ritirato
2017: 10º
2018: 21º
2020: 47º

### Competizioni mondiali
- Campionati del mondo su strada

Copenaghen 2011 - In linea Under-23: 60º
Limburgo 2012 - In linea Under-23: 58º
Limburgo 2012 - Cronometro Under-23: 9º
Ponferrada 2013 - In linea Elite: 43º
Ponferrada 2014 - In linea Elite: 50º
Richmond 2015 - Cronosquadre: 18º
Richmond 2015 - In linea Elite: 95º
Bergen 2017 - Cronosquadre: 11º
Bergen 2017 - In linea Elite: 18º
Innsbruck 2018 - In linea Elite: 25º
Yorkshire 2019 - In linea Elite: ritirato
Imola 2020 - In linea Elite: 75º
Fiandre 2021 - In linea Elite: ritirato
- Giochi olimpici

Rio de Janeiro 2016 - In linea: 31º

### Competizioni continentali
- Campionati europei su strada

Plouay 2020 - In linea Elite: 16º
Trento 2021 - In linea Elite: 26º
- Campionati europei su pista

San Pietroburgo 2010 - Inseg. a squadre Under-23: vincitore
Anadia 2011 - Inseg. a squadre Under-23: vincitore
Anadia 2011 - Inseg. individuale Under-23: 2º
- Giochi europei

Baku 2015 - In linea: 40º